# Point Comfort
Point Comfort é uma cidade localizada no estado norte-americano de Texas, no Condado de Calhoun.

## Demografia
Segundo o censo norte-americano de 2000, a sua população era de 781 habitantes.
Em 2006, foi estimada uma população de 732, um decréscimo de 49 (-6.3%).

## Geografia
De acordo com o United States Census Bureau tem uma área de
3,4 km², dos quais 3,4 km² cobertos por terra e 0,0 km² cobertos por água. Point Comfort localiza-se a aproximadamente 5 m acima do nível do mar.

## Localidades na vizinhança
O diagrama seguinte representa as localidades num raio de 32 km ao redor de Point Comfort.